# فرماندار کل کره
فرماندار کل کره (انگلیسی: Governor-General of Korea) از سال ۱۹۱۰ تا ۱۹۴۵ رئیس دولت استعمار ژاپن بر کره در کره (کشور) بود. فرماندار کل کره (چوسان) اندکی پس از پیوستن رسمی امپراتوری کره به امپراتوری ژاپن در پیمان ۱۹۱۰ ژاپن و کره برقرار شد.